# Lindhard Ø

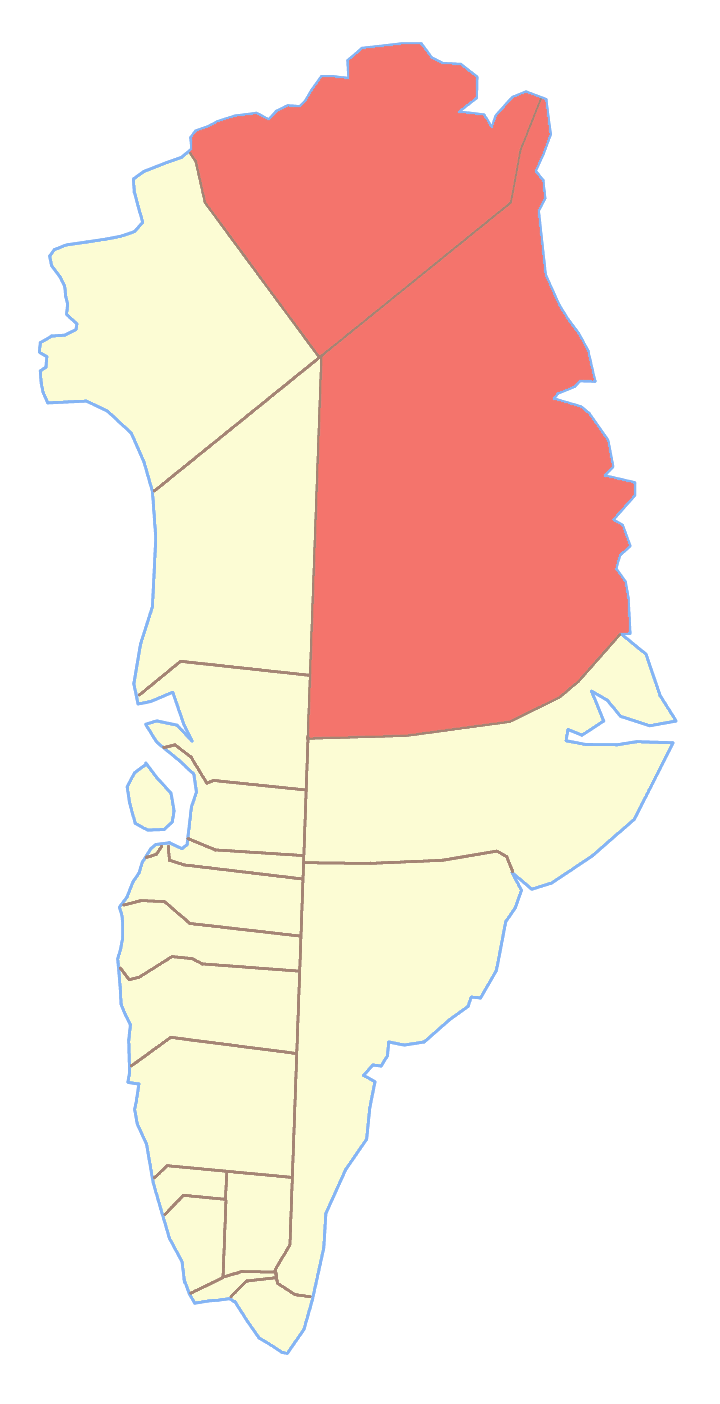
Parco nazionale della Groenlandia nordorientale, dove si trova Lindhard Ø

Lindhard Ø è un'isola disabitata della Groenlandia di 263  km². 
Prima della riforma municipale groenlandese faceva parte della contea della Groenlandia Orientale.
È situata nel Parco nazionale della Groenlandia nordorientale, fuori da qualsiasi comune.